# Onosma euboicum
Onosma euboicum är en strävbladig växtart som beskrevs av Karl Heinz Rechinger. Onosma euboicum ingår i släktet Onosma och familjen strävbladiga växter. Inga underarter finns listade i Catalogue of Life.